# نهائي كأس رابطة الأندية الإنجليزية المحترفة 1992
نهائي كأس رابطة الأندية الإنجليزية المحترفة 1992 هي المباراة النهائية من منافسة كأس رابطة الأندية الإنجليزية المحترفة 1991–92، أقيمت المباراة في 12 أبريل 1992، في ملعب ويمبلي، بين فريقي مانشستر يونايتد، ونوتينغهام فورست، وفاز فيها مانشستر يونايتد، بعد أن هزم نوتينغهام فورست، بنتيجة 1 - 0، وكان حكم المباراة جورج كورتني.

## تفاصيل المباراة
لعبت المباراة النهائية في 12 أبريل 1992.
| مانشستر يونايتد | 1 -0 | نوتينغهام فورست |
| --------------- | ---- | --------------- |
|                 |      |                 |